# Mariene provincie Noordwest-Australische Plat
De Mariene provincie Noordwest-Australische Plat (34) (Engels: Northwest Australian Shelf marine province) is een biogeografische provincie en ligt in het oosten van de Indische Oceaan in het Marien rijk Centrale Indo-Pacific. De mariene provincie is vastgesteld door het World Wide Fund for Nature en The Nature Conservancy en is vernoemd naar het continentaal plat in het noordwesten van Australië.
In het noorden grenst het gebied aan de mariene provincie Westelijke Koraaldriehoek (30), in het noordoosten aan de mariene provincie Sahulplat (32) en in het zuidwesten aan de mariene provincie West-Centraal Australisch Plat (58).

## Geografie
De mariene provincie ligt voor de noordwestkust van Australië.

## Biogeografie
Het gebied kent zeeleven dat houdt van tropische temperaturen.

## Mariene ecoregio's
Deze mariene provincie bestaat uit 2 mariene ecoregio's:
- Mariene ecoregio Exmouth naar Broome (144)
- Mariene ecoregio Ningaloo (145)